# Luxiaria acutaria
Luxiaria acutaria là một loài bướm đêm trong họ Geometridae.